# Fontauto
Fontauto Srl ist ein italienischer Hersteller von Automobilen.

## Unternehmensgeschichte
Giovanni Fontana gründete 1915 in Borgo San Dalmazzo eine Karosseriewerkstatt namens Giovanni Fontana & C.  Seine Söhne Attilio und Romano reorganisierten 1962 das Unternehmen, nannten es Fontauto s.n.c. und spezialisierten sich auf den Umbau von Personenkraftwagen und Nutzfahrzeugen zu gepanzerten Fahrzeugen. Zwischen 1971 und 1972 entstanden einige eigenständige Automobile mit dem Markennamen Fontauto. 1979 änderte sich der Unternehmensname in Industrie Fontauto S.p.A. Inzwischen waren zwei weitere Söhne von Giovanni Fontana, Mario und Giuseppe, ins Unternehmen eingestiegen. Heutzutage heißt das Unternehmen Fontauto Srl mit Sitz in Boves und fertigt weiterhin gepanzerte Fahrzeuge.

## Eigenständige Fahrzeuge
Das einzige Modell Hobbycar wurde 1971 auf dem Turiner Autosalon präsentiert. Dies war ein Buggy auf dem Fahrgestell vom VW Käfer. Im Gegensatz zu vielen anderen Buggys fanden fabrikneue mechanische Teile Verwendung. 1972 endete die Produktion dieses Modells.